# 77 км (зупинний пункт, Донецька залізниця)
77 кіломе́тр — пасажирський залізничний зупинний пункт Луганської дирекції Донецької залізниці.
Розташований поблизу навчально-тренувального полігону ЛДУВС ім. Е.О. Дідоренка «Господарство Кролевцова», Слов'яносербський район, Луганської області на лінії Родакове — Сіверськ між станціями Зимогір'я (1 км) та Сентянівка (12 км).
Через військову агресію Росії на сході Україні транспортне сполучення припинене, водночас Яндекс.Розклади вказує на наявність руху електричок .